# Grua kyrka
Grua kyrka är en kyrkobyggnad som ligger i samhället Grua i Lunners kommun, Akershus fylke, Norge.

## Kyrkobyggnaden
Kyrkan uppfördes år 1924 efter ritningar av arkitekt Alfred Christian Dahl. En restaurering genomfördes år 1947. År 1965 målades kyrkan utvändigt och troligen var det då den fick sin stående panel.
Kyrkan består av ett långhus med nord-sydlig orientering. I norr finns kyrktorn med ingång och söder ett smalare kor. Åt öster finns en utbyggnad med församlingslokaler.

## Inventarier
- Dopfunten av täljsten är från år 1924, medan dopfat och vattenkanna är från år 1974. På väggen bakom dopfunten hänger ett dopfat från år 1924.
- Orgeln är tillverkad 1979 av Norsk Orgel- og Harmoniumfabrikk.
- På altaret står ett kors och bakom altaret finns fyra glasmålningar av Rolf Klemetsrud.